# ホンダ・RA109E

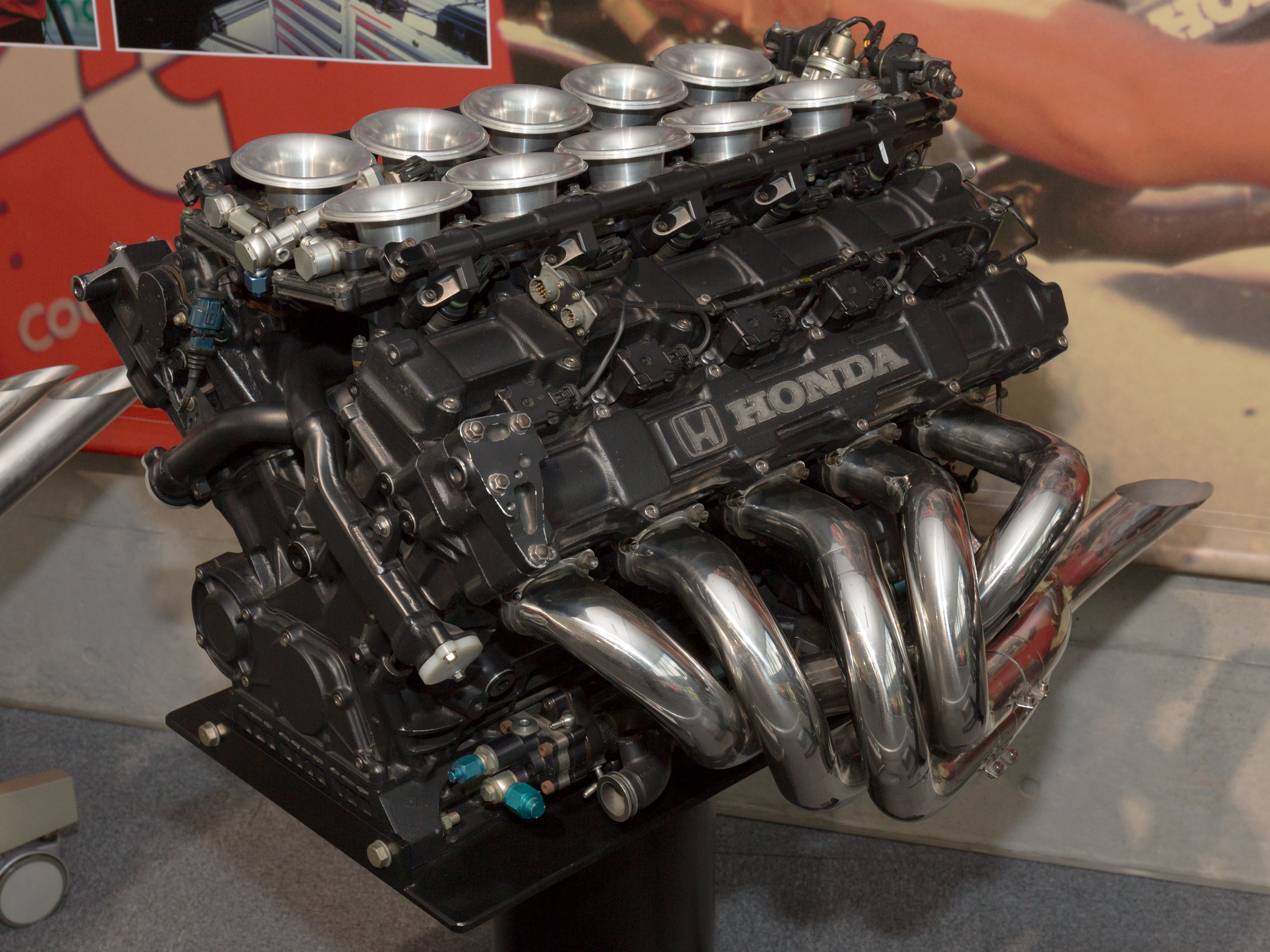
RA109E（ホンダコレクションホール所蔵）

ホンダ・RA109Eは、本田技研工業（ホンダF1）が1989年のF1世界選手権用に開発・製造したレシプロエンジン。開発責任者は後藤治。本記事では1990年以降に投入された本系列に属するエンジン、また事実上の後継機である無限ホンダ・MF351Hシリーズについても扱う。

## 開発
1989年、F1ではレギュレーションの改定によってターボチャージャー等の過給器の使用が明示的に禁止され、使用できるエンジンは「排気量最大3.5リットルの自然吸気エンジン」に限られることになった。これに対応してエンジンを供給する各社は新エンジンを投入。フォード・ジャッド・ヤマハはV型8気筒、フェラーリ・ランボルギーニはV型12気筒を選択するなど、各社の判断が分かれる中、ホンダはルノーと共にV型10気筒を選択した。
新エンジンの構想は1986年10月頃から練られ始め、当初はバンク角80度が採用されたが問題が多く、1987年7月に完成した最初の試作エンジンでは出力が430馬力しか得られない状態だった。その後バンク角は等間隔爆発となる72度に変更され、カムシャフトの駆動方法も当初ベルト駆動だったものがギア駆動に変更されるなど設計変更が重ねられた。総重量も1988年9月の時点で158kgと重く、実戦投入を前にして軽量化に向けた努力が続いた。
実戦投入後、スロットルのスライドバルブ下部で燃料が渦を巻いてとどまってしまう問題が見つかり、1990年型以降はあえて効率で劣るバタフライバルブを採用することで対応する一幕もあった。

## 歴史
本エンジンは1989年にマクラーレン・MP4/5に搭載され実戦デビュー。同年にアラン・プロストが、翌1990年にアイルトン・セナがドライバーズチャンピオンを獲得した他、チームとしてのマクラーレンも2年連続でコンストラクターズチャンピオンを獲得するなど成功を収めた。
1991年には、マクラーレンがV型12気筒エンジンのRA121Eに移行する一方で、当時中嶋悟が在籍していたティレルにRA101Eが供給され、ティレル・020に搭載された。しかし前年までティレルが使用していたコスワースDFRに比べて重量が重くなった上、メンテナンス間隔を2倍に伸ばす目的での改良などで前年型と比べても更に重量が増加し、マシンバランスを崩す結果となった。実際1992年に無限（M-TEC）にエンジンが移管された段階で、エンジン総重量は161kgに達していた。
1992年、本エンジンは正式に無限に移管され、MF351Hと改名される。ただし開発は引き続き本田技術研究所の中で行われ、後にM-TEC社長となる橋本朋幸がメインとなり改良が続けられた。同年と1993年にはフットワーク（アロウズ）、1994年にはチーム・ロータスへと供給され、1994年のシーズン途中には全面改良型のMF351HDも投入されたが、翌1995年よりF1のレギュレーション変更で排気量の上限が3リッターに下げられることとなったため、後継機の無限ホンダ・MF301Hシリーズにあとを譲る形で、本エンジンはF1の現場から去った。
ちなみに当時はF1のレースにおけるエンジン基数制限がなかったため、1レースあたり最低16基をサーキットに持ち込んでいた。その関係で2025年現在も「膨大な数のスペアエンジンが倉庫に眠っている」といい、2025年よりホンダ・レーシング（HRC）が展開するメモラビリア事業の中でそれらをコレクターズアイテムとして販売する方針である。

## スペック

### RA109E
- エンジン形式:	水冷V型10気筒 DOHC 4バルブ
- バンク角: 72度
- 総排気量: 3,490cc
- ボア×ストローク: 92.0mm×52.9mm
- 圧縮比: 11.5
- 最大出力: 685bhp/13000rpm
- 燃料供給方式: ホンダPGM-FI 電子制御シーケンシャルインジェクション
- スロットル形式: 10連バタフライ式スロットルバルブ
- 重量: 不明

## RA100E
- エンジン形式:	水冷V型10気筒 DOHC 4バルブ
- バンク角: 72度
- 総排気量: 3,498cc
- ボア×ストローク: 92.0mm×52.9mm
- 圧縮比: 12.4
- 最大出力: 700bhp/12800rpm
- 燃料供給方式: ホンダPGM-FI 電子制御シーケンシャルインジェクション
- スロットル形式: 10連バタフライ式スロットルバルブ
- 重量: 不明

## 搭載マシン
- マクラーレン
  - マクラーレン・MP4/5、MP4/5B
- ティレル
  - ティレル・020
- フットワーク（アロウズ）
  - フットワーク・FA13
  - フットワーク・FA14
- チーム・ロータス
  - ロータス・107C
  - ロータス・109